# Vaccinium selerianum
Vaccinium selerianum là một loài thực vật có hoa trong họ Thạch nam. Loài này được (Loes.) Sleumer miêu tả khoa học đầu tiên năm 1936.